# Непара
«Непара» — российская поп-группа, образованная как дуэт 11 сентября 2002 года Александром Шоуа и Викторией Талышинской. Продюсером дуэта был Олег Некрасов. В начале 2020 года Александр Шоуа  приобрёл права на бренд «Непара» и весь репертуар. 22 марта 2025 года Дарья Храмова сообщила о распаде группы.

## История
В 2003 году вышел первый дебютный альбом «Другая семья»,  автором музыки в некоторых песнях был Александр Шоуа. В альбом вошла песня «Осень» (музыка Бобби Хебба — слова Карена Кавалеряна), русскоязычная кавер-версия небезызвестного хита «Sunny», впервые исполненного в середине 1960-х его законным автором, Бобби Хеббом, но в России известного по диско-версии группы «Boney M».
В 2012 году Александр Шоуа решил начать сольную карьеру, и группа распалась. Однако уже в 2013 году дуэт воссоединился.
В 2013 году участники группы признались, что некоторое время их связывали романтические отношения.
В 2018 году в «Камеди Клаб» Александр Шоуа сообщил, что группы «Непара» больше не существует и что он занялся сольной карьерой. Однако в 2019 году группа выступила с несколькими концертами.
13 сентября 2019 года на пресс-конференции НСН было официально объявлено о закрытии проекта «Непара». В этот же день состоялась премьера видеоклипа «Останови меня» и выход сольного альбома Александра Шоуа. После закрытия группы проекта «Непара», солистка Виктория Талышинская перешла в новую группу «2 ОКеана».
В начале 2020 года Александр Шоуа приобрёл права на бренд «Непара» и весь репертуар. В декабре, на съёмках «Дискотека. Золотые хиты» телеканала Муз-ТВ, Шоуа представил новых солисток — Дарью Храмову и Марианну Арутюнян. В феврале 2022 года Арутюнян покинула группу.
В июле 2022 года Александр Шоуа и группа «Непара» приняли участие в мероприятии AguTeens Music Forum — Гала-концерт III Музыкального образовательного форума Леонида Агутина.
22 марта 2025 года Дарья Храмова сообщила ВКонтакте, что группы «Непара» больше не существует.

## Состав
| Период                 | Состав         | Состав               | Состав            |
| ---------------------- | -------------- | -------------------- | ----------------- |
| 2002 — 2012            | Александр Шоуа | Виктория Талышинская | н/д               |
| 2013 — 2019            | Александр Шоуа | Виктория Талышинская | н/д               |
| 2020 — 2022            | Александр Шоуа | Дарья Храмова        | Марианна Арутюнян |
| 2022 — 2025            | Александр Шоуа | Дарья Храмова        | н/д               |
| 2025 — настоящее время | Александр Шоуа | н/д                  | н/д               |

### Текущий состав
- Александр Шоуа  — вокал, речитатив, клавишные, тексты, идеи, музыка (2002—настоящее время)

### Бывшие участники
- Виктория Талышинская — вокал (2002—2019)
- Марианна Арутюнян — вокал, бэк-вокал (2020—2022)
- Дарья Храмова — вокал, бэк-вокал (2020—2025)

## Творчество

### Альбомы
- 2003 — «Другая семья». (Получил статус мультиплатинового)
- 2006 — «Всё сначала». (Получил статус золотого)
- 2009 — «Обречённые/Обручённые». (Получил статус мультиплатинового)
- 2022 — «20».

### Сборники
- 2009 — «Выйди на связь»
- 2010 — «Любовь, которая была»
- 2011 — «В облаках»

### Видеоклипы
| Год  | Видеоклип           | Режиссёр          | Альбом                |
| ---- | ------------------- | ----------------- | --------------------- |
| 2002 | «Другая причина»    | Георгий Тоидзе    | Другая семья          |
| 2003 | «Они знакомы давно» | Владилен Разгулин | Другая семья          |
| 2004 | «Бог тебя выдумал»  | А. Тишкин         | Всё сначала           |
| 2006 | «Плачь и смотри»    | Владилен Разгулин | Всё сначала           |
| 2007 | «Беги, беги»        | Владилен Разгулин | Обречённые/Обручённые |
| 2011 | «В облаках»         | Владилен Разгулин | ТВА                   |
| 2013 | «Тысяча снов»       | Владилен Разгулин | ТВА                   |
| 2016 | «Не плачь»          | Максим Рожков     | ТВА                   |

### Синглы
- 2013: 1000 снов
- 2014: Не важно
- 2015: Любимые люди
- 2016: Не плачь
- 2017: Половинки
- 2018: Стать океаном
- 2020: Другая причина (перезаписанная версия)
- 2020: Другая причина (Dj Prezzplay Remix)
- 2020: Плачь и смотри (перезаписанная версия)
- 2020: Плачь и смотри (Dj Prezzplay Remix)
- 2020: Мой ангел
- 2021: Может быть [15]
- 2021: Песня о любви (перезаписанная версия)
- 2022: Я был не прав [16]
- 2022: Без любви
- 2023: Другая причина (Speed Up)
- 2024: Притяжение
- 2024: Плачь и смотри (Speed Up)
- 2025: Непара

## Награды
| Год  | Премия              | Номинация                       | Номинант            | Результат |
| ---- | ------------------- | ------------------------------- | ------------------- | --------- |
| 2003 | «Золотой граммофон» | Статуэтка «Золотого граммофона» | «Они знакомы давно» | Победа    |
| 2004 | «Песня года»        | Лауреаты фестиваля              | «Они знакомы давно» | Победа    |
| 2009 | «Песня года»        | Лауреаты фестиваля              | «Милая»             | Победа    |
| 2009 | «Золотой граммофон» | Статуэтка «Золотого граммофона» | «Милая»             | Победа    |
| 2009 | «Песня года»        | Лауреаты фестиваля              | «Милая»             | Победа    |
| 2011 | «Песня года»        | Лауреаты фестиваля              | «Плачь и смотри»    | Победа    |